# Eddie Babe Risko
Eddie Babe Risko geboren als Henry Liudvik Pylkowski (* 14. Juli 1911; † 8. März 1957) war ein US-amerikanischer Boxer im Mittelgewicht. 

## Leben
In seiner Jugend diente er in der US-Marine und war bekannt als Boxer unter dem Pseudonym „Sailor Pulaski“. In seiner Karriere kämpfte er 102 Kämpfe, von diesen 102 Kämpfen gewann er 64 (18 durch Knockout), verlor 24 und 12 mal schloss der Ring ohne Sieger. Als Höhepunkt seiner Karriere war er von 1935 bis 1936 Weltmeister des Verbände NBA und NYSAC.
Er wurde 2018 in die Sports Hall of Fame aufgenommen.